# Jonah Hauer-King
Jonah Andre Hauer-King (Londen, 30 mei 1995) is een Brits acteur. Hij is vooral bekend door zijn rol als Prins Eric in de liveaction-bewerking van Disney's muzikale fantasiefilm The Little Mermaid (2023).

## Carrière
Hauer-King begon met acteren tijdens zijn studie aan Eton College, waar hij zijn eerste acteerervaring opdeed in het Farrer Theatre en in 2012 de titelrol speelde in Macbeth. Daarna studeerde hij theologie aan het St John's College, Cambridge, waar hij op het podium verscheen van het ADC Theatre, waaronder Rent als Roger en Equus als Alan Strang. In 2016 maakte hij zijn debuut in het Garrick Theatre in het Londense West End met The Entertainer van John Osborne naast Kenneth Branagh als Archie en Hauer-King als zijn zoon Frank Rice.

## Filmografie

### Film
Uitgezonderd korte films.
| Jaar | Titel                           | Rol                    |
| ---- | ------------------------------- | ---------------------- |
| 2017 | The Last Photograph             | Luke Hammond           |
| 2018 | Postcards from London           | David                  |
| 2018 | Old Boys                        | Winchester             |
| 2018 | Ashes in the Snow               | Andrius Aras           |
| 2019 | A Dog's Way Home                | Lucas                  |
| 2019 | The Song of Names               | Dovidl, leeftijd 17–23 |
| 2021 | This Is the Night               | Christian Dedea        |
| 2022 | Safe Word                       | Boy                    |
| 2023 | The Little Mermaid              | Prins Eric             |
| 2024 | Een schitterend gebrek          | Giacomo Casanova       |
| 2025 | I Know What You Did Last Summer | Milo Griffin           |

### Televisie
Uitgezonderd eenmalige gastrollen.
| Jaar      | Titel                          | Rol                        | Opmerkingen     |
| --------- | ------------------------------ | -------------------------- | --------------- |
| 2017      | Howards End                    | Paul Wilcox                | 2 afleveringen  |
| 2017      | Little Women                   | Theodore "Laurie" Laurence | 3 afleveringen  |
| 2019      | Agatha and the Curse of Ishtar | Max Mallowan               | Televisiefilm   |
| 2019-2023 | World on Fire                  | Harry Chase                | 13 afleveringen |
| 2022      | The Flatshare                  | Mo                         | 6 afleveringen  |
| 2024      | The Tattooist of Auschwitz     | jonge Lale Sokolov         | 6 afleveringen  |